# Pueblo Rico (kommun)
Pueblo Rico är en kommun i Colombia.   Den ligger i departementet Risaralda, i den centrala delen av landet, 240 km väster om huvudstaden Bogotá. Antalet invånare är 11 975. Arean är 1 020 kvadratkilometer.
Terrängen i Pueblo Rico är huvudsakligen bergig, men åt nordväst är den kuperad.